# Mérésânkh Ire
Pour les articles homonymes, voir Mérésânkh.
Mérésânkh Ire (« Elle aime la vie ») est la mère du roi Snéfrou, premier roi de la IVe dynastie (vers -2600). Son nom serait mentionné sur un fragment de la Pierre de Palerme où sont précisés ses liens avec ce roi. Nous ne savons pas si elle a des liens avec le roi Houni, prédécesseur de Snéfrou. En effet, elle portait le titre de « Mère du Roi » mais aucun autre titre n'a été retrouvé. Le peu d'objets citant son nom, souvent orientés dans un contexte liant le roi Snéfrou à sa mère (typiquement la Pierre de Palerme), ne permet pas de déduire que l'absence de titre est une preuve d'absence de lien.
En plus de la Pierre de Palerme, elle est attestée à travers d'autres documents. Un domaine à son nom se trouve inscrit dans la tombe de Pehernéfer, chef chargé de la gestion du domaine (sans doute funéraire) en question, à Saqqarah. Elle est nommée avec son fils Snéfrou en graffiti dans le temple funéraire de la pyramide de Meïdoum, graffiti datant du règne de Thoutmôsis III de la XVIIIe dynastie en l'honneur du roi Snéfrou et de sa mère.